# ウースター郡 (メリーランド州)
ウースター郡（英: Worcester County、[ˈwʊstər]）は、アメリカ合衆国メリーランド州の南東隅に位置する郡である。州内で唯一大西洋に面している。人気のあるリゾート地オーシャンシティがあり、またアサティーグ島やポコモーク湿原には野生生物生息地がある。2010年国勢調査での人口は51,454人であり、2000年の46,543人から10.6%増加した。郡庁所在地はスノーヒル町（人口2,103人）であり、同郡で人口最大の町はオーシャンシティ町（人口7,102人）である。ただし、国勢調査指定地域のオーシャンパインズには11,710人が住んでいる。郡名はウースター伯爵に因んで名付けられた。
ウースター郡はオーシャンパインズ小都市圏に属している。

## 歴史
ウースター郡は1732年にサマセット郡から分離して設立された。郡庁所在地は最初にディバイディング・クリークとポコモーク川の合流点近くにあったが、ポコモーク川の航行可能な上限、新郡の中心に近い川港であるスノーヒルに移された。
サマセット郡もウースター郡も初期にはハンドレッドと呼ばれる小区分に分けられていた。南から北にマタポニー、ポコモーク、ボクテノートン、ワイカミコ、ボルチモアの各ハンドレッドだった。後にハンドレッドのさらに小区分として、ピッツクリーク、アクアンゴ、クポンコ、バッキンガム・アンド・ウースターが追加され、アメリカ独立後はそれらが選挙区に変わった。メリーランド植民地のカルバート家とペンシルベニア植民地のペン家、および後にデラウェア州となった地域との間に境界論争があり、1751年にウースター郡北側境界、半島横断線が測量された。ただし、植民地時代を通して境界論争は続いた。1779年、第一次バーバリ戦争と第二次バーバリ戦争の英雄となったスティーヴン・ディケーターが現在のバーリン町近くシンパクセントで生まれた。
ウースター郡は当初イギリス人とアイルランド人移民がほとんどであり、植民地時代に幾つかの教区に分けられた。ただし、クエーカー教徒、長老派教会員、後にはメソジスト教会員も集会所を造るようになった。境界州にあることの常として、郡内には南北戦争のはるか以前から自由有色人の比率が高かった。これには初めにクエーカー、後にメソジストの影響力もあった。

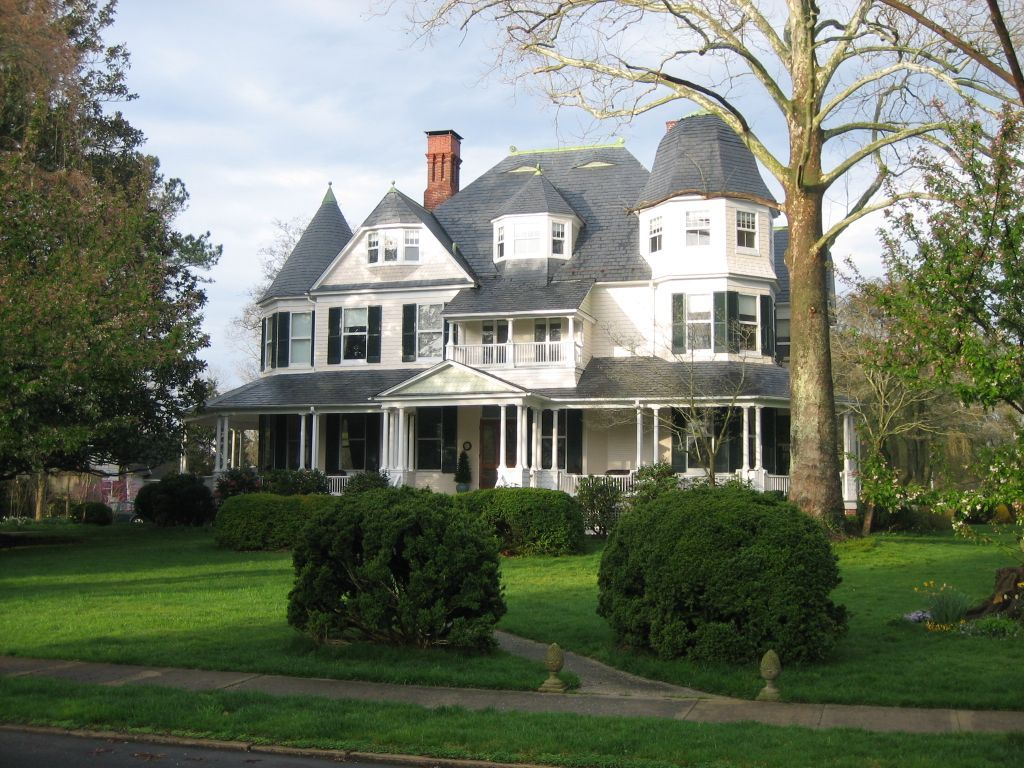
ジョン・ウォルター・スミス州知事の邸宅、1889年建設

ウースター郡はその発端から主に農業の地域であり、最初はタバコを栽培したが、地域の砂の多い土壌でできるタバコの質が他所で作られるものと競合できず、小麦、トウモロコシを栽培し、家畜を育てるようになった。初期の工業としては、19世紀前半にファーネスタウンで沼鉄鉱を溶鉱炉で溶かして銑鉄を作っていた。ポコモーク川沿いには大きなヌマスギ湿地があり、製材業、屋根板製造、さらにニュータウン（後のポコモークシティ）の川沿いで造船業が行われた。蒸気船が出現し、後には鉄道が開通して、ウースター郡の主要製品を都市市場に送る手段となった。水産物、特に甲殻類が多かった。カキ、ハマグリ、カニがボルチモア市、フィラデルフィア市、ニューヨーク市に出荷された。南北戦争にはウースター郡から南北両軍に兵士を送った。その終戦から間もない1867年、ウースター郡とサマセット郡の一部を合わせて、ワイカミコ郡が作られた。また19世紀後半に海辺のリゾート町オーシャンシティが設立された。
20世紀初期には野菜栽培と缶詰工業が盛んになった。しかし、水産業は乱獲したこと、野菜栽培については、カリフォルニア州のセントラルバレーで灌漑農業が始まったことなどで、20世紀半ばから衰退していった。しかし大規模な養鶏業の出現がその隙間を埋めた。1960年代からオーシャンシティが拡大し、郡北部は夏のリゾート地から年間を通じた町に変わっていった。
20世紀のウースター郡の歴史には2つの嵐が影響した。1993年チェサピーク・ポトマック・ハリケーンがオーシャンシティとパブリックランディングに被害を受けたが、オーシャンシティ入り江も切断された。1962年ノースイースターはアサティーグ島の住宅開発地の多くを破壊したので、国立海岸保護区を創設することになった。
ウースター郡には、多くのアメリカ合衆国国家歴史登録財がある。

## 郡政府
ウースター郡は1976年に州法の下で自治権を認められた。スノーヒルには巡回裁判所と2つの地区裁判所がある。

## 地理
アメリカ合衆国国勢調査局に拠れば、郡域全面積は694.73平方マイル (1,799.3 km2)であり、このうち陸地473.24平方マイル (1,225.7 km2)、水域は221.49平方マイル (573.7 km2)で水域率は31.88%である。
地形はほとんど平坦であり、また海岸にある。標高最低地点は大西洋の海面であり、最高地点は郡北西部、州道12号線でワイカミコ郡との郡境すぐ南の地点であり、海抜は49フィート (15 m) である。

### 交通
ウースター郡を通るアメリカ国道には アメリカ国道50号線があり、その東端はオーシャンシティである。また広大な商業開発地に囲まれてもいる。 アメリカ国道13号線はデルマーバ半島を南北に抜ける幹線道であり、ポコモークシティに繋がっている。 アメリカ国道113号線はウースター郡を南北に通す幹線道であり、地元では危険な2車線区間があることで知られている。スノーヒルを通る産業道路もある。主なメリーランド州道は メリーランド州道90号線であり、国道50号線からオーシャンシティ北に通じる自動車専用道である。 メリーランド州道12号線はスノーヒルとソールズベリーを繋いでいる。
貨物鉄道はウースター鉄道でスノーヒルからデラウェア州に入る。幹線（元ペンシルバニア鉄道）はフィラデルフィアからバージニア州ケイプチャールズとノーフォークに通っており、途中で郡南東隅を通る。オーシャンシティ近くに小さな空港があるが、定期便は運航されていない。

### 隣接する郡
- アコマック郡 - 南
- サマセット郡 - 西
- サセックス郡 - 北
- ワイカミコ郡 - 北西

### 国立保護地域
- アサティーグ島国立海岸（部分）
- チンコティーグ国立野生生物保護区（部分）

## 人口動態
以下は2000年国勢調査による人口統計データである。
| 基礎データ - 人口: 46,543人 - 世帯数: 19,694 世帯 - 家族数: 13,273 家族 - 人口密度: 38人/km2（98人/mi2） 人種別人口構成（2000年統計、（ ）内は2010年統計） - 白人: 81.20% (82.0%) - アフリカン・アメリカン: 16.66% (13.6%) - ネイティブ・アメリカン: 0.18% (0.3%) - アジア人: 0.61% (1.1%) - 太平洋諸島系: 0.02% (0.0%) - その他の人種: 0.37% (1.3%) - 混血: 0.97% (1.7%) - ヒスパニック・ラテン系: 1.28% (3.2%) 先祖による構成 - ドイツ系：15.7% - イギリス系：13.3% - アイルランド系：12.6% - アメリカ人：11.1% - イタリア系：6.0% 年齢別人口構成 - 18歳未満: 20.5% - 18-24歳: 6.2% - 25-44歳: 26.4% - 45-64歳: 26.9% - 65歳以上: 20.1% - 年齢の中央値: 43歳 - 性比（女性100人あたり男性の人口） - 総人口: 95.2 - 18歳以上: 92.3 | 世帯と家族（対世帯数） - 18歳未満の子供がいる: 24.5% - 結婚・同居している夫婦: 53.2% - 未婚・離婚・死別女性が世帯主: 10.8% - 非家族世帯: 32.56% - 単身世帯: 26.3% - 65歳以上の老人1人暮らし: 11.6% - 平均構成人数 - 世帯: 2.33人 - 家族: 2.79人 収入と家計 - 収入の中央値 - 世帯: 40,650米ドル - 家族: 47,293米ドル - 性別 - 男性: 31,735米ドル - 女性: 24,319米ドル - 人口1人あたり収入: 22,505米ドル - 貧困線以下 - 対人口: 9.6% - 対家族数: 7.2% - 18歳未満: 17.0% - 65歳以上: 6.4% |

## 都市と町
ウースター郡内にはメリーランド州法の市町が4つある。
- 1 市:
  1. ポコモークシティ（1865年法人化）
- 3 町:
  1. バーリン（1868年法人化）
  2. オーシャンシティ（1880年法人化）
  3. スノーヒル（1812年法人化） - 郡庁所在地

### 国勢調査指定地域
未編入領域も「町」と考えられるが、政府は無い。アメリカ合衆国国勢調査局、アメリカ合衆国郵便公社、地元商工会議所など様々な組織がその町を定義している。法人化はされていないので、その境界が定義されていない。アメリカ合衆国国勢調査局は以下の国勢調査指定地域を登録している。

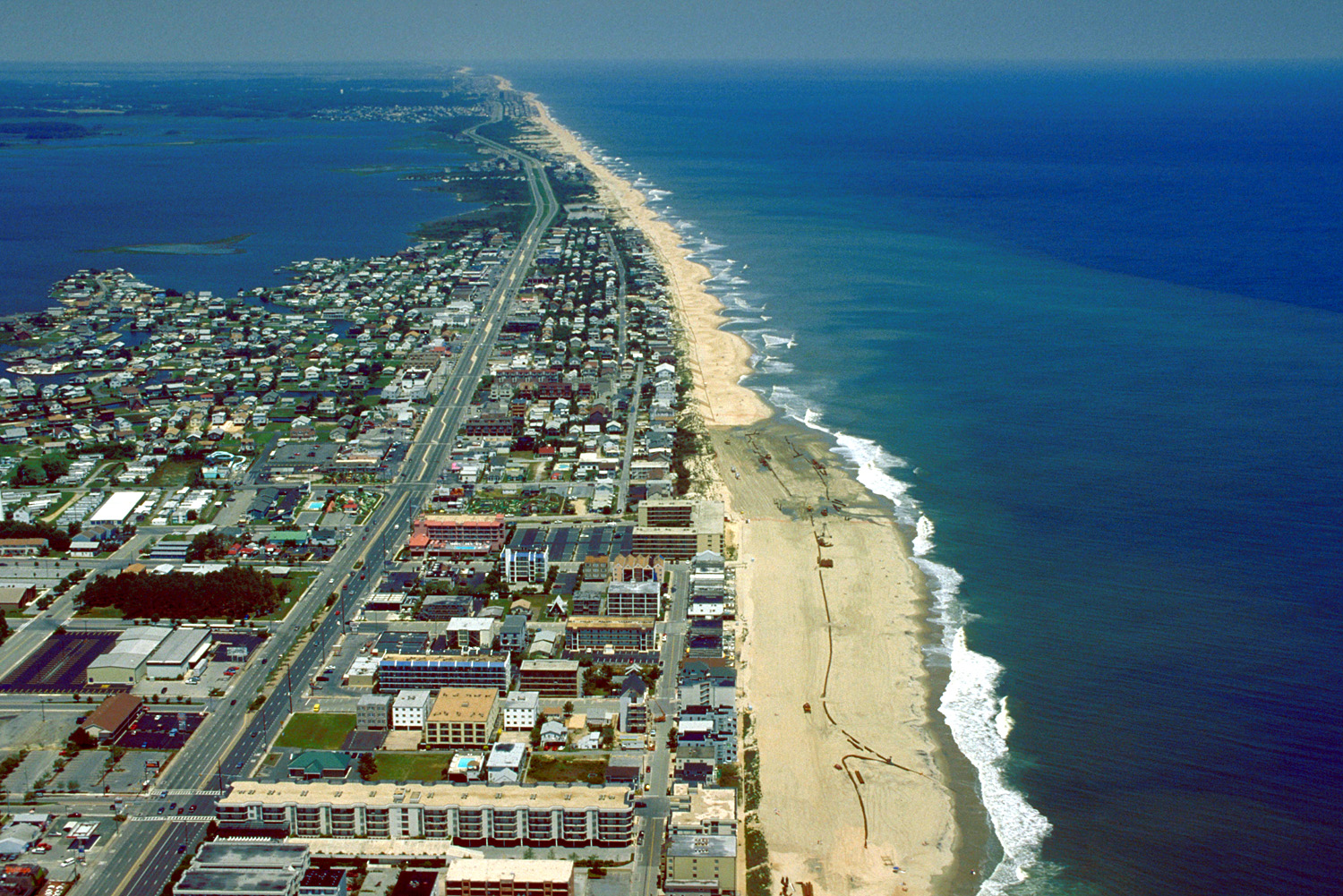
オーシャンシティ

1. ビショップビル
2. ガードルツリー
3. ニューアーク
4. オーシャンパインズ
5. ショーウェル
6. ストックトン
7. ウェストオーシャンシティ
8. ホエーリービル

### 未編入の町
1. ボクシロン
2. シーダータウン
3. フレンドシップ
4. ジャーマンタウン
5. グッドウィル
6. クレジュグランジ
7. リバティタウン
8. ナッサワンゴヒルズ
9. ポプラタウン
10. パブリックランディング
11. シンパクセント
12. サウスポイント
13. テイラービル
14. ホワイトオン

## 教育
次の教育施設をウースター郡公共教育学区が管轄している。ウースター郡教育委員会が学区を管理している。
1. ショーウェル小学校
2. バッキンガム小学校
3. オーシャンシティ小学校
4. スノーヒル小学校
5. ポコモーク小学校
6. バーリン中間学校
7. スティーヴン・ディケーター中学校
8. スノーヒル中学校
9. ポコモーク中学校
10. スティーヴン・ディケーター高校
11. スノーヒル高校
12. ポコモーク高校
13. ウースター工業高校
14. シーダーチャペル特殊学校

下記の私立学校もある。
1. ウースター準備学校
2. シーサイド・クリスチャン・アカデミー
3. モースト・ブレスト・サクラメント・カトリック学校
4. スノーヒル・メノナイト学校
5. ザ・タイドウォーター・スクール・バイ・ザ・シー

## 著名な出身者
- スティーヴン・ディケーター、アメリカ海軍の代将